# بريان تشال
بريان تشال هي قرية في مقاطعة ساوجبلاغ، إيران. يقدر عدد سكانها بـ 113 نسمة بحسب إحصاء 2016.